# چیک هکت
چیک هکت (به انگلیسی: Chic Hecht) سناتور سابق عضو حزب جمهوری‌خواه ایالات متحده آمریکا بود. وی در سال ۱۹۸۳ تا ۱۹۸۹ میلادی سناتور ایالت نوادا در سنای ایالات متحده آمریکا بود.